# 詹伦豪
詹伦豪（1989年4月1日—），出生于中华人民共和国山东省青岛，足球运动员。现效力大连阿尔滨，司职守门员 。

## 球员生涯
2008年，詹伦豪进入了青岛海利丰一线队，但当时年轻的他只是作为球队的第三门将甚至第四门将，因此在两年的海利丰生涯中，他并没有任何出场的机会。
2009年底，青岛海利丰因为打假球而被中国足协勒令解散，詹伦豪也沦落到了无球可踢的地步。不过在2010年的夏天，詹伦豪通过了大连阿尔滨的试训，加盟了大连阿尔滨。在阿尔滨队，詹伦豪依然是作为球队的第三门将，伺机等待着出场的机会。

## 联赛出场纪录
最後更新：2011年10月30日    
| 赛季 | 俱乐部     | 國家 | 出场 | 入球 |
| ---- | ---------- | ---- | ---- | ---- |
| 2008 | 青岛海利丰 | 中国 | 0    | 0    |
| 2009 | 青岛海利丰 | 中国 | 0    | 0    |
| 2010 | 大连阿尔滨 | 中国 | 0    | 0    |
| 2011 | 大连阿尔滨 | 中国 | 1    | 0    |